# Бароччи, Федерико
Федерико Бароччи, Федерико Бароцци (итал. Federico Barocci, Federico Barozzi; 1535, Урбино — 30 сентября 1612 Урбино) — итальянский живописец, рисовальщик и гравёр периода позднего маньеризма. Выдающийся колорист и виртуоз рисунка, «его экспрессивный стиль предвосхитил искусство барокко». Известен под прозванием Фиори да Урбино (итал. il Fiori da Urbino — Цветок из Урбино).

## Жизнь и творчество
Федерико родился в семье потомственных художников из Ломбардии (севера Италии): его прадед Амброджьо из Милана был скульптором, который поселился в Урбино, чтобы работать над украшением герцогского дворца. Отец — Амброджьо ди Федерико Бароччи, был искусным часовщиком, гравёром и резчиком по драгоценным камням, и у него Федерико учился рисовать. Племянник и ученик Федерико Бароччи — Франческо Бароччи — также со временем стал живописцем, работал в 1580—1600 годах. Ещё ребёнком Федерико Бароччи учился у Джованни-Баттиста Франко, который познакомил его с античной скульптурой; позднее, вероятно в 1549 году, был направлен в Пезаро к своему дяде Бартоломео Дженга, архитектору герцога урбинского Гвидобальдо II делла Ровере, у которого будущий художник изучал геометрию, перспективу и архитектуру. В Пезаро, кроме того, он имел возможность изучать в коллекции герцога шедевры Тициана и других живописцев венецианской школы.
Брат герцога урбинcкого, кардинал Джулио делла Ровере, в 1548 году пригласил художника в Рим, где Федерико изучал живопись Рафаэля и Корреджо. После нескольких лет пребывания в Риме Бароччи в 1557 году вернулся в Урбино, где оставался следующие четыре года. В 1560 году он снова прибыл в Рим, на этот раз для выполнения папского поручения: оформления Казино Пия IV в садах Ватикана. В Риме он работал в мастерской братьев Таддео и Федерико Цуккаро, бывшими во второй половине XVI века главными представителями искусства маньеризма в Риме. В том же 1560 году по заказу папы Пия IV вместе с Федерико Цуккаро художник писал фрески в ватиканском Бельведере. Во время выполнения этой работы римская карьера Федерико Бароччи внезапно оборвалась: его поразила тяжелая кишечная болезнь, мучившая его всю оставшуюся жизнь. По версии историографа Дж. П. Беллори — вследствие отравления, которому художник был «обязан» своим завистникам. В 1563 году он уехал «на свежий воздух», в Урбино, где написал для кафедрального собора «Святую Чечилию» и «Мученичество Святого Себастьяна»; в этих картинах угадывается влияние Корреджо. Федерико никогда более не покидал свой родной город, за исключением коротких отлучек. Эта изоляция в Урбино если и не остановила его художественного развития, то исключила его непосредственные контакты с великим римским искусством: он больше никогда не писал фресок. Болезнь сильно ограничивала время, которое он мог уделять работе, и, хотя он дожил до глубокой старости, здоровье его всегда оставалось неустойчивым.
В Урбино Федерико написал «Снятие с креста» для собора Сан-Лоренцо в Перудже (1569). Он снова посетил Рим во время понтификата Григория XIII. В 1566 году он присоединился к ордену капуцинов, ответвлению францисканцев. Возможно, на него повлиял святой Филипп Нери, создатель конгрегации ораторианцев, которые стремились соединить духовную деятельность с жизнью обычных людей. Нери заказал художнику две алтарных картины для церкви Санта-Мария-ин-Валичелла: «Посещение Девой Марией Елизаветы» (1583—1586) и «Представление Марии в храме» (1593—1594), также Бароччи написал «Тайную вечерю» для церкви Санта-Мария-сопра-Минерва в Риме.
Все попытки короля Испании, великого герцога Тосканского и императора Рудольфа II Габсбурга сделать из Федерико Бароччи своего придворного художника успехом не увенчались — мастер до конца своих дней оставался в родном Урбино.

## Оценки творческого наследия
Картина «Снятие с креста», которую художник написал в 1569 году по заказу Торговой коллегии Перуджи, ознаменовала начало наиболее яркого периода его творчества. По композиции и цветовой гамме это произведение уже «стоит на пороге живописи барокко». К наиболее известным работам Ф. Бароччи относится его небольшая по размерам картина «Отдых на пути в Египет», написанная в 1570 году (ныне в Пинакотеке Ватикана), его «Мадонна народа» (Madonna del Popolo, 1579), «Положение во гроб» (1582) и два варианта «Тайной вечери» (1592—1599 и 1604—1607).
Биограф художника Джованни Беллори считал Бароччи одним из лучших художников своего времени.
Экспрессивная манера письма Бароччи не осталась незамеченной Питером Паулем Рубенсом, когда он был в Италии. Известно, что Рубенс делал наброски с картин Федерико Бароччи. Среди живописцев, работавших под руководством Бароччи, были Антонио Чиматори (Визакчи), Вентура Мацца, Антонио Вивиани (иль Сордо ди Урбино), Джованни Андреа Урбани, Алессандро Витали и, наконец, Феличе и Винченцо Пеллегрини. У Бароччи также было много тех, кто следовал его стилю или находился под его влиянием, в том числе Никколо Мартинелли (иль Трометта), Джованни Баттиста Ломбарделли, Доменико Мальпьеди, Чезаре и Базилио Маджери, Филиппо Беллини, Джованни Лаурентини (Арригони), Джорджио Пикки, Джованни Джакомо Пандольфи, Пьетро Паоло Тамбурини, Теренцио д’Урбино (иль Рондолино), Джулио Чезаре Беньи, Бенедетто Марини, Джироламо Чальдьери, Джованни Баттиста Урбинелли, Альфонсо Патанацци, Джан Ортенсио Бертуцци, Чезаре Франки (иль Поллино), Силла Пиччинини, Бенедетто Бандиера, Маттеуччо Сальвуччи, Симеоне Чибурри, Пьетро Ранканелли, Онофрио Марини, Алессандро Брунелли и Франческо Бальделли.
Среди художников, испытавших его влияние были Денис Калверт, Антонио Виани, Алессандро Витали, Винченцо Пеллегрини, Антонио Чиматори и Джованни Лаурентини. Живопись Ф. Бароччи оказала воздействие на развитие искусства Италии на рубеже XVI—XVII столетий. Ныне его картины хранятся в крупнейших музеях — таких, как Ватиканская пинакотека, Старая пинакотека в Мюнхене, галерея Уффици во Флоренции, Прадо в Мадриде, Национальная галерея в Лондоне, Галерея Боргезе в Риме. В Санкт-Петербургском Эрмитаже имеется пять картин Федерико Бароччи и его школы (достоверно атрибутируется только один мужской портрет).

## Галерея

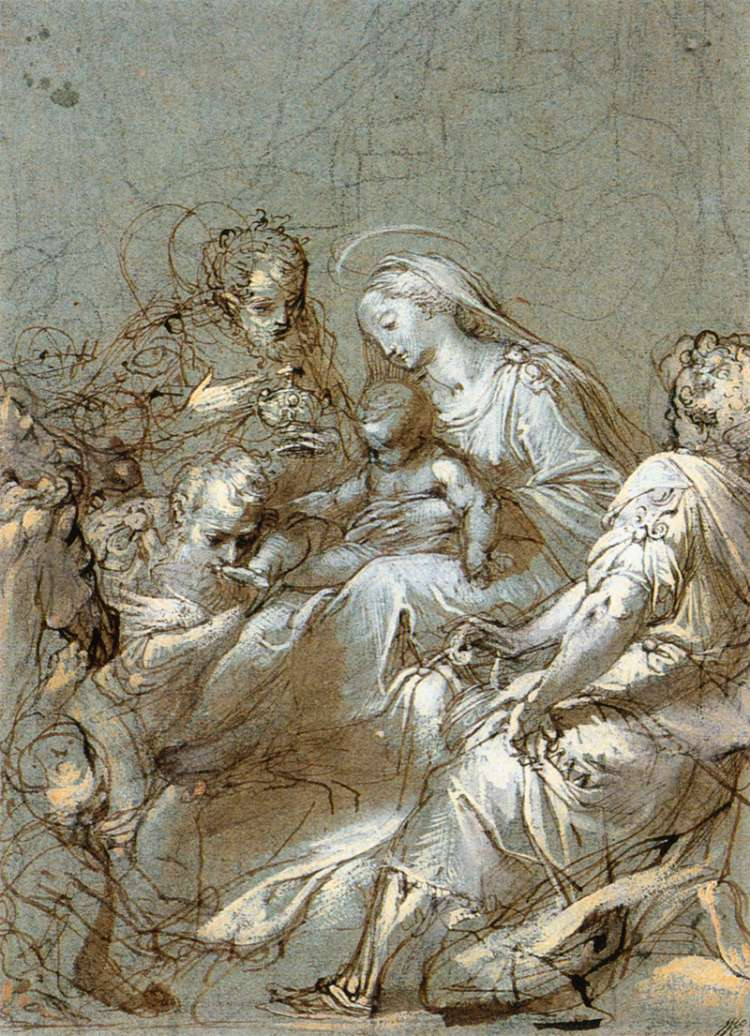
Поклонение волхвов. Между 1545 и 1612 гг. Серая бумага, перо, тушь, белила.  Рейксмюсеум, Амстердам
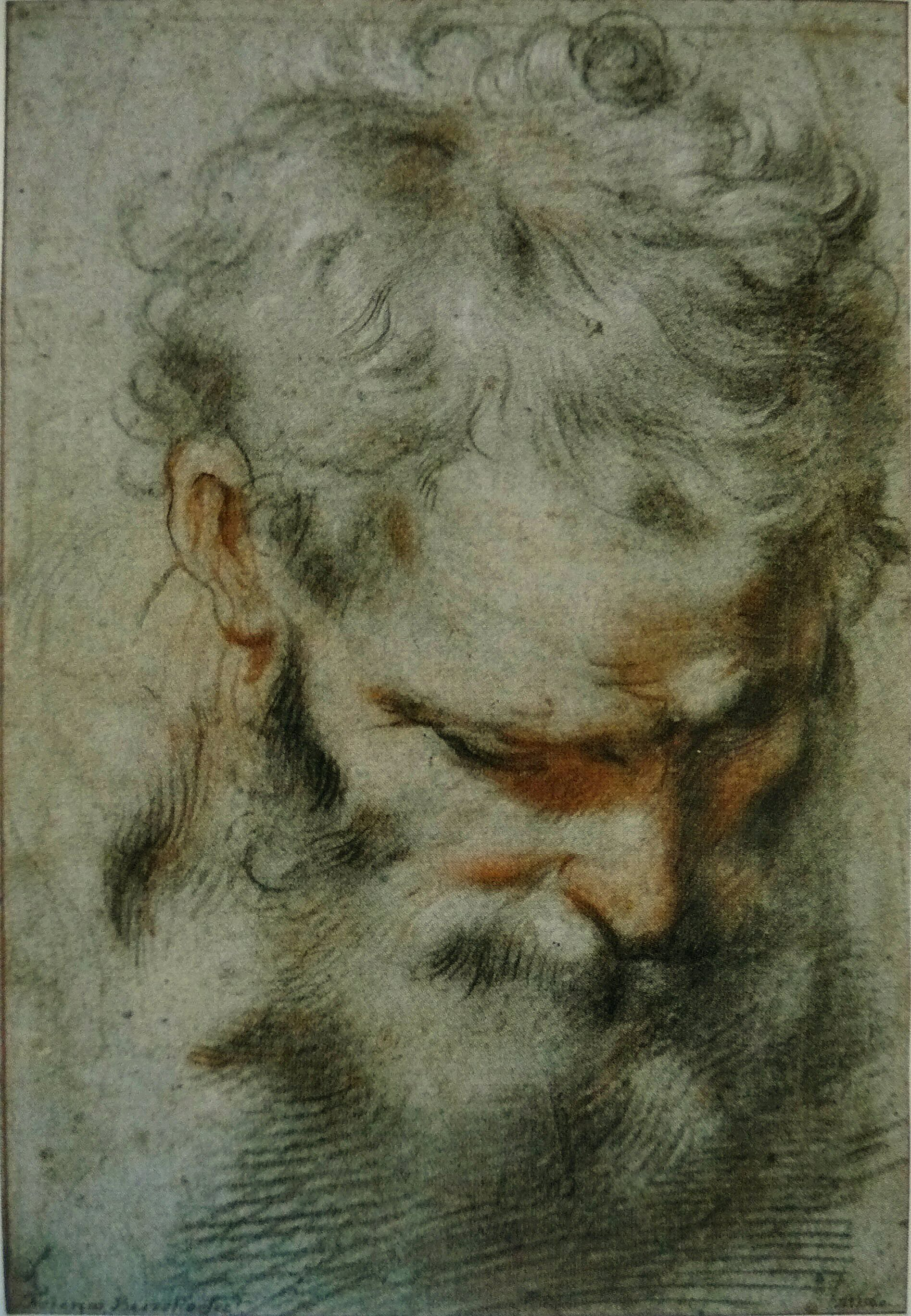
Святой Иосиф. 1580-е годы. Серая бумага, сангина, соус, белила. Музей изящных искусств, Лилль
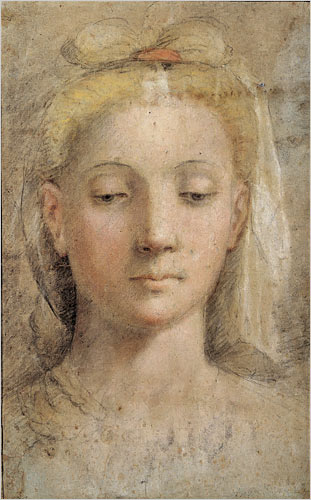
Этюд женской головы. Бумага, сангина, цветные мелки, белила
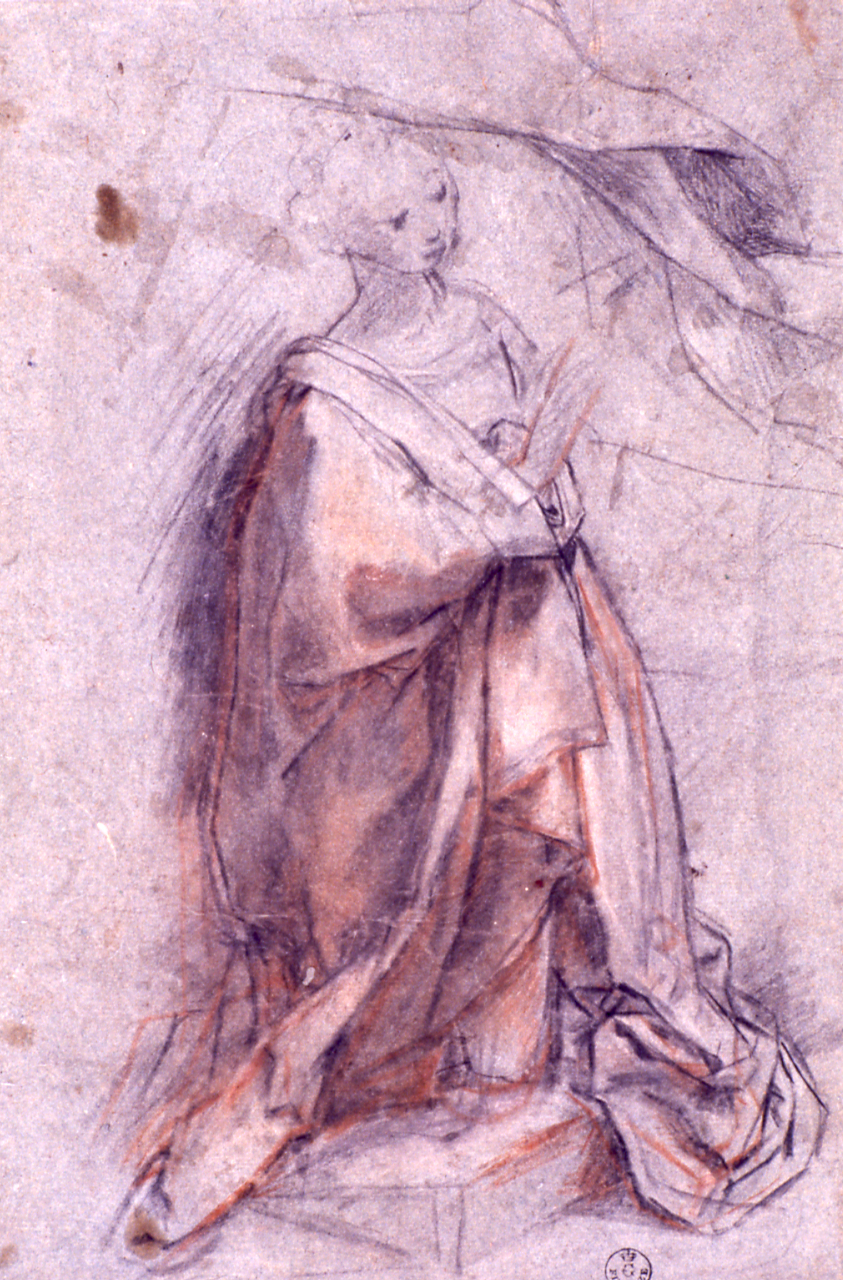
Рисунок к картине «Благовещение». Бумага, карандаш, тушь, акварель, перо, кисть. Фотография П. Монти
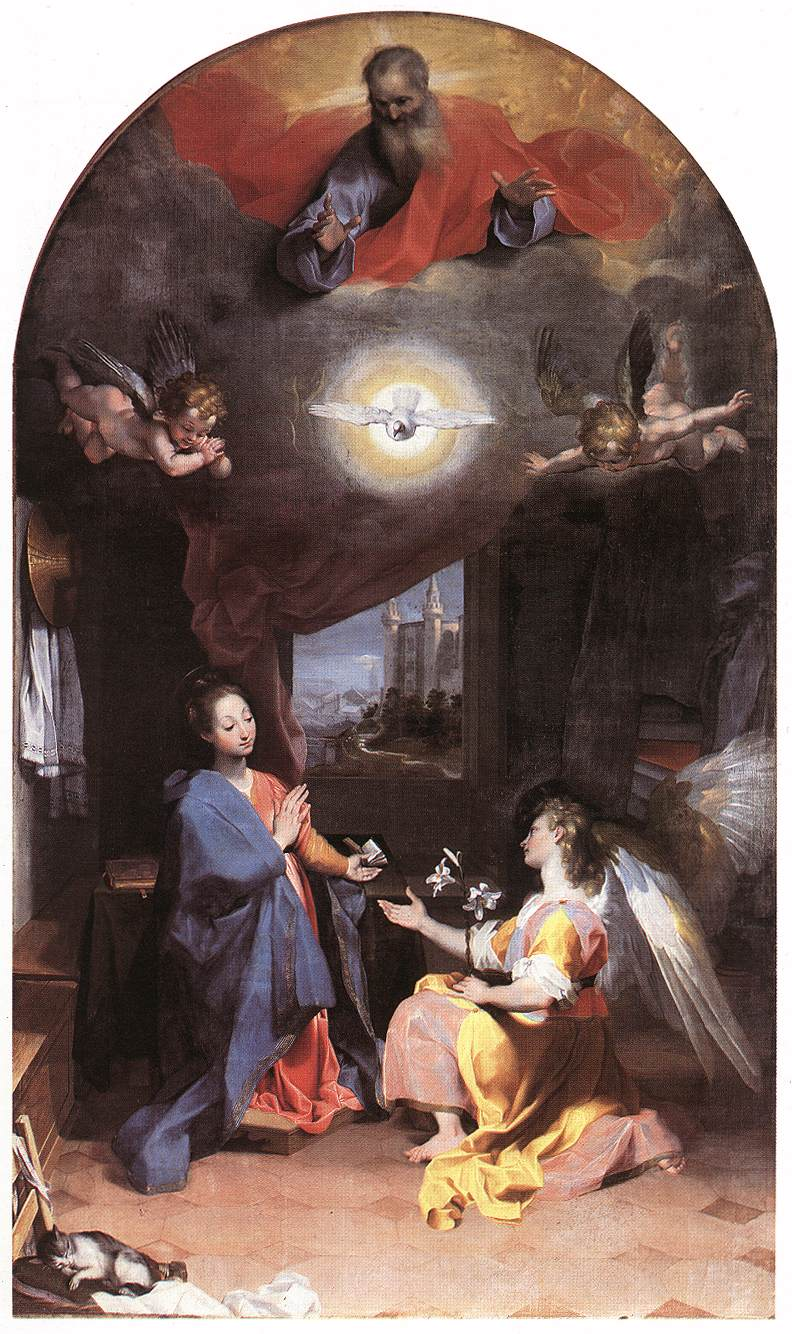
Благовещение. 1592–1596. Холст, масло. Церковь Санта-Мария-дельи-Анджели, Перуджа
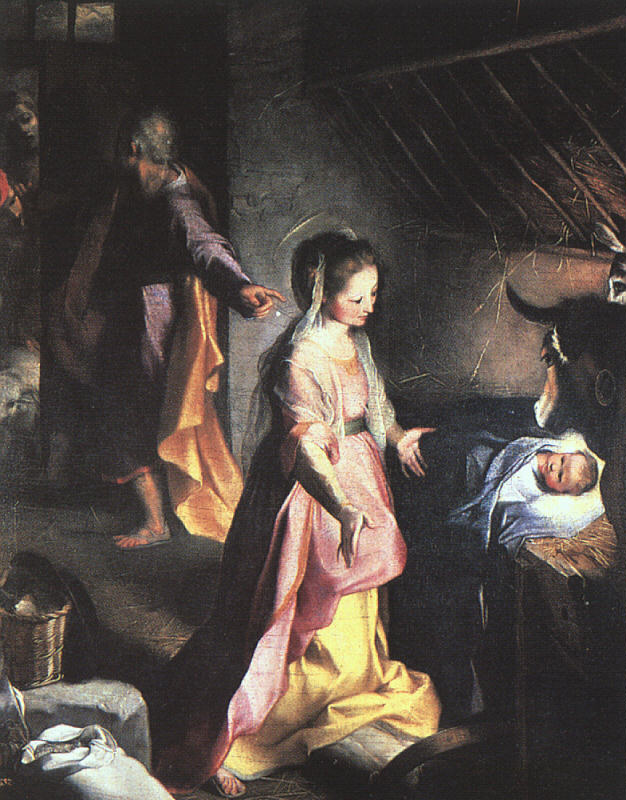
Рождество. 1597. Холст, масло. Прадо, Мадрид
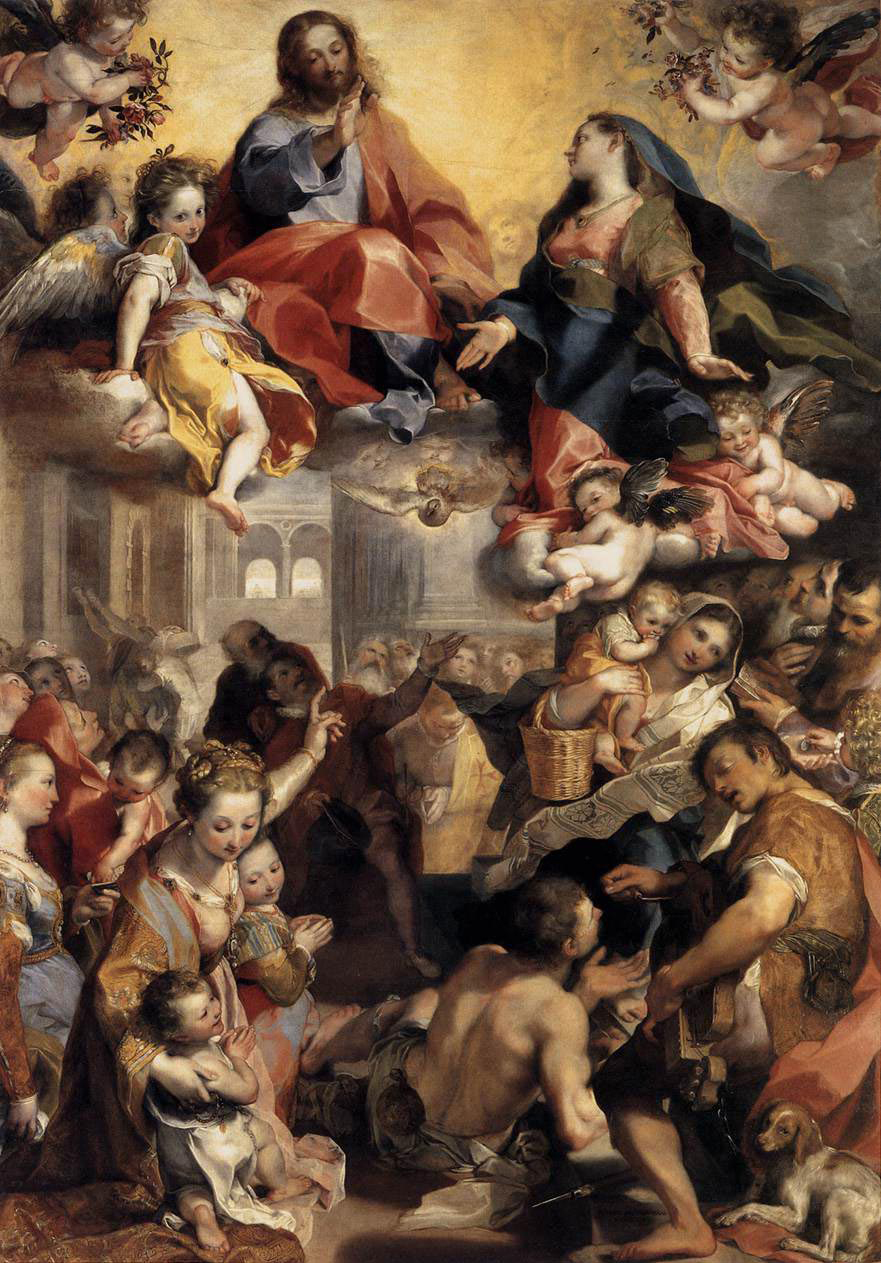
Мадонна дель Пополо. 1579. Дерево, масло. Уффици, Флоренция
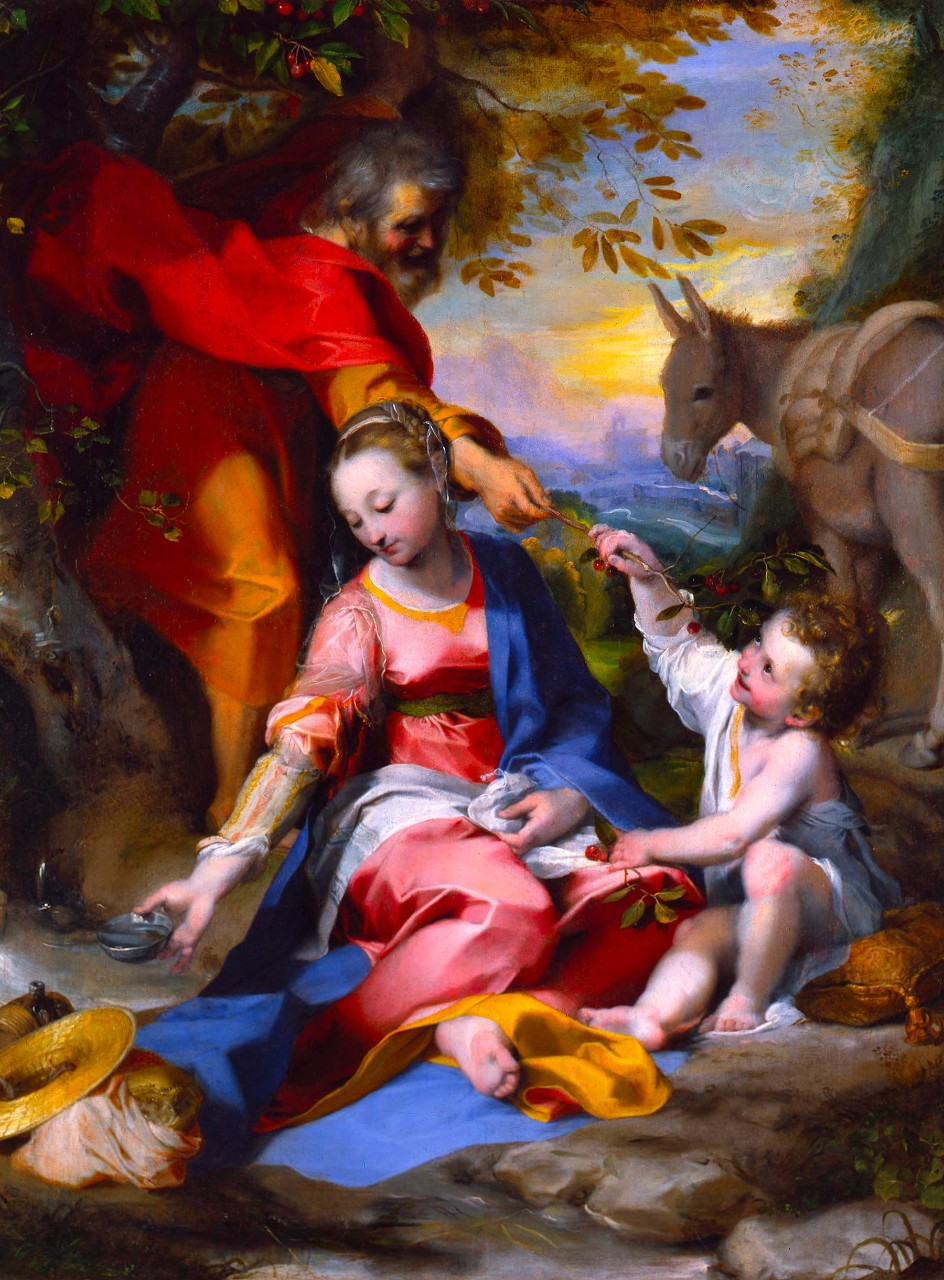
Отдых на пути в Египет. 1570. Холст, масло. Пинакотека, Ватикан
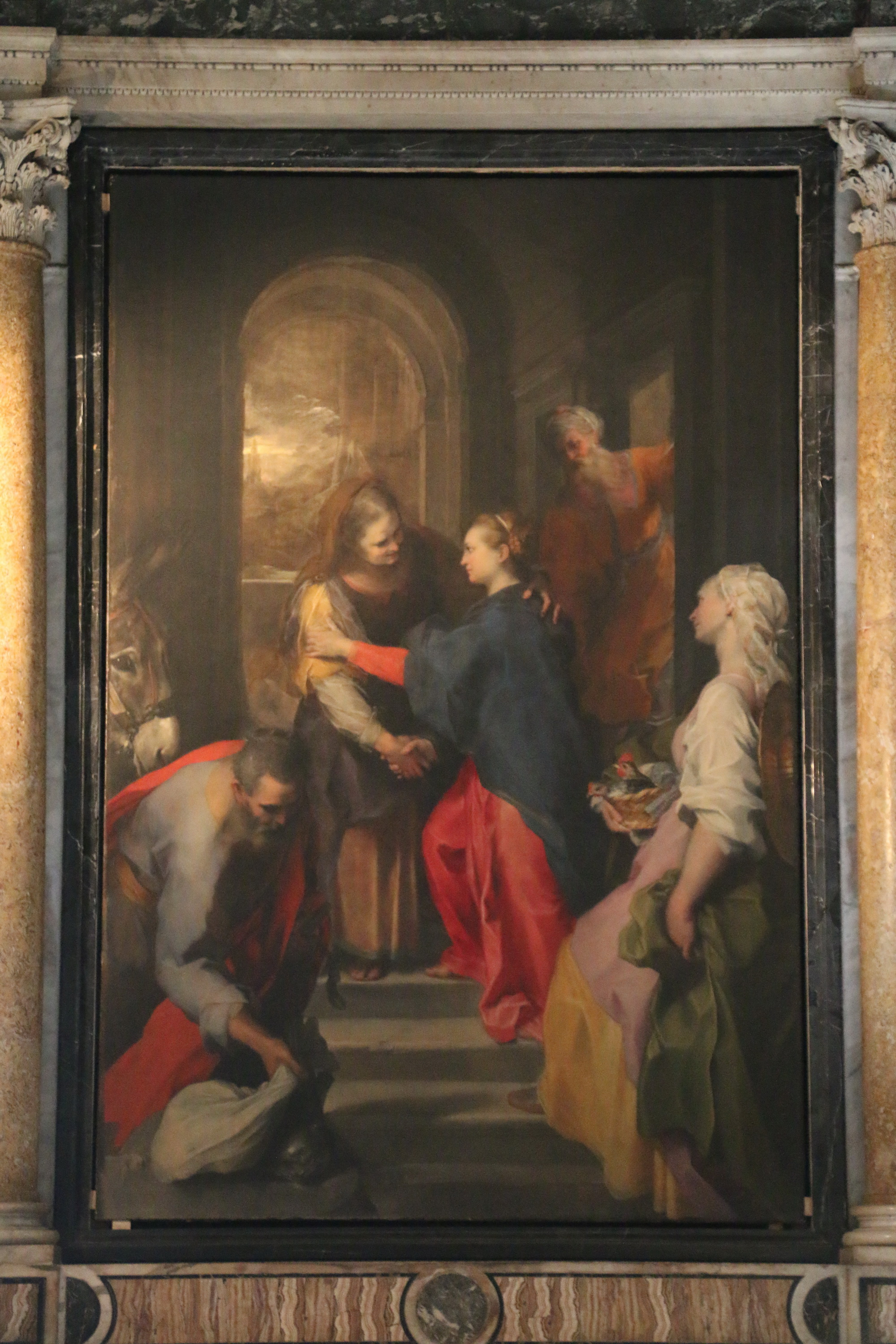
Посещение Девой Марией Елизаветы. 1583–1586. Холст, масло. Церковь Санта-Мария-ин-Валичелла, Рим
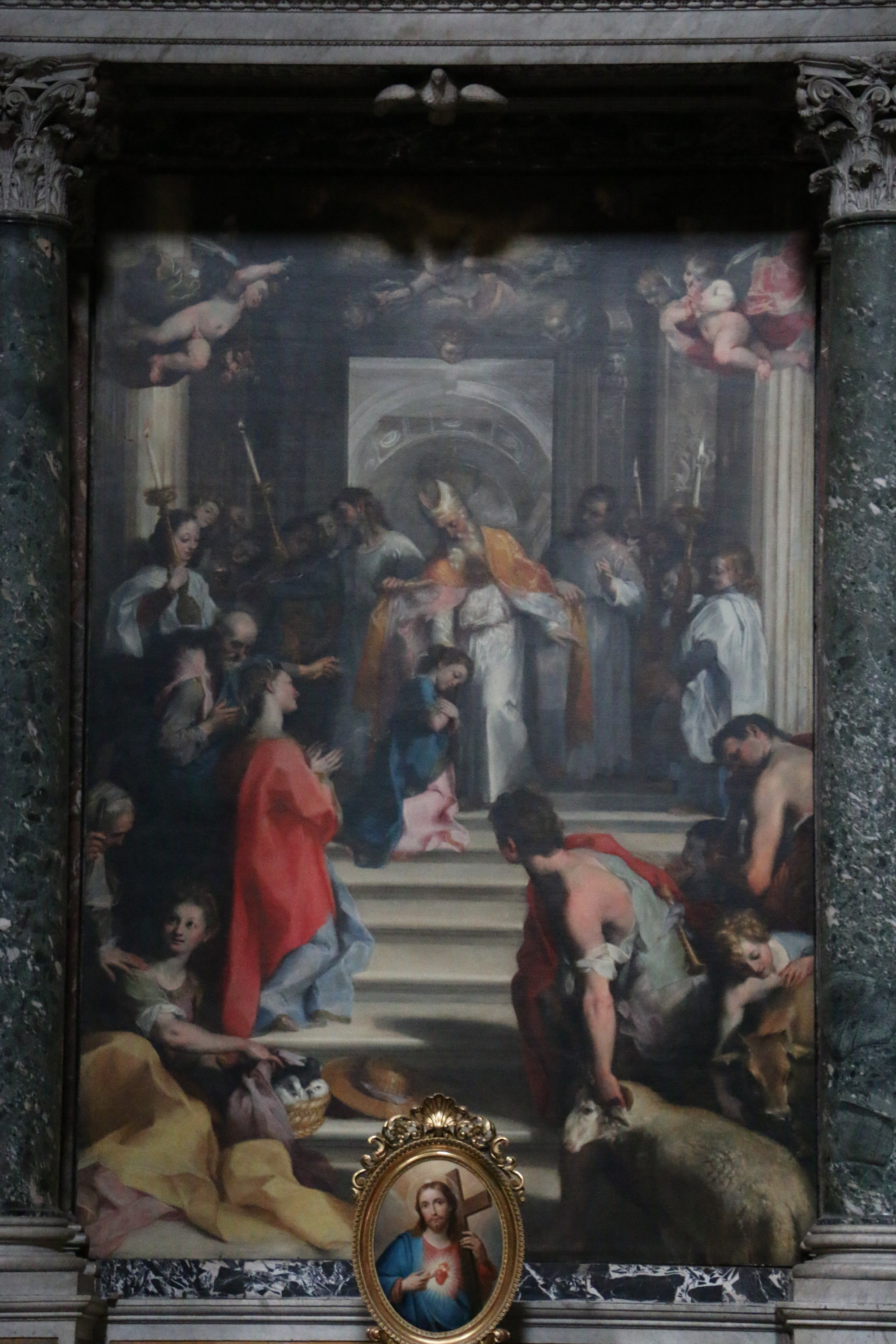
Представление Марии в храме. 1593–1594. Холст, масло. Церковь Санта-Мария-ин-Валичелла, Рим
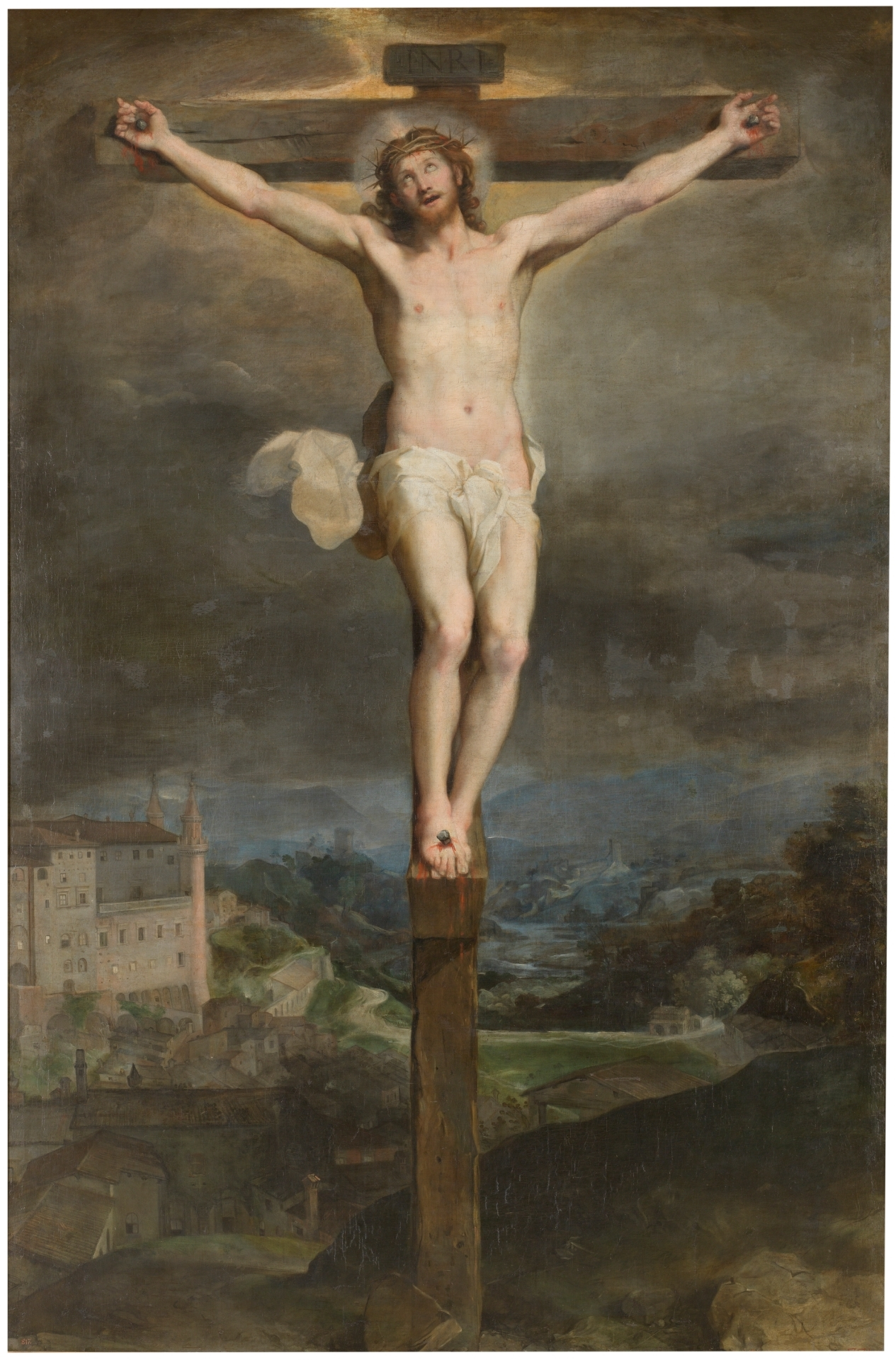
Распятый Христос. 1604. Холст, масло. Прадо, Мадрид
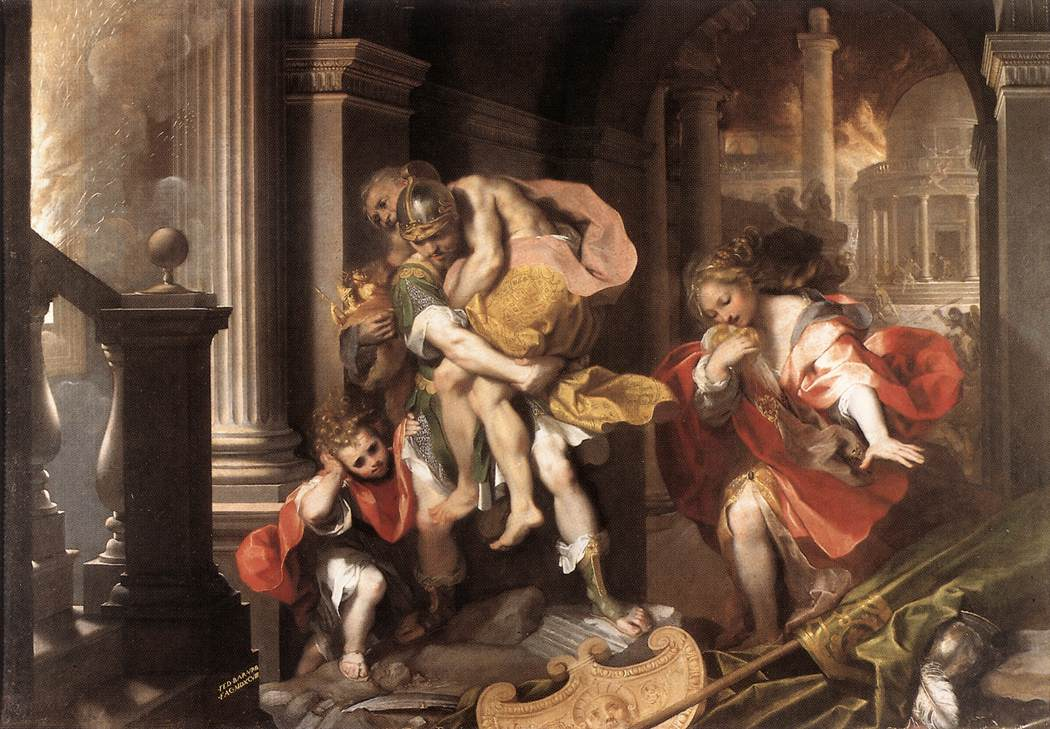
Бегство Энея из Трои. 1598. Холст, масло. Галерея Боргезе, Рим
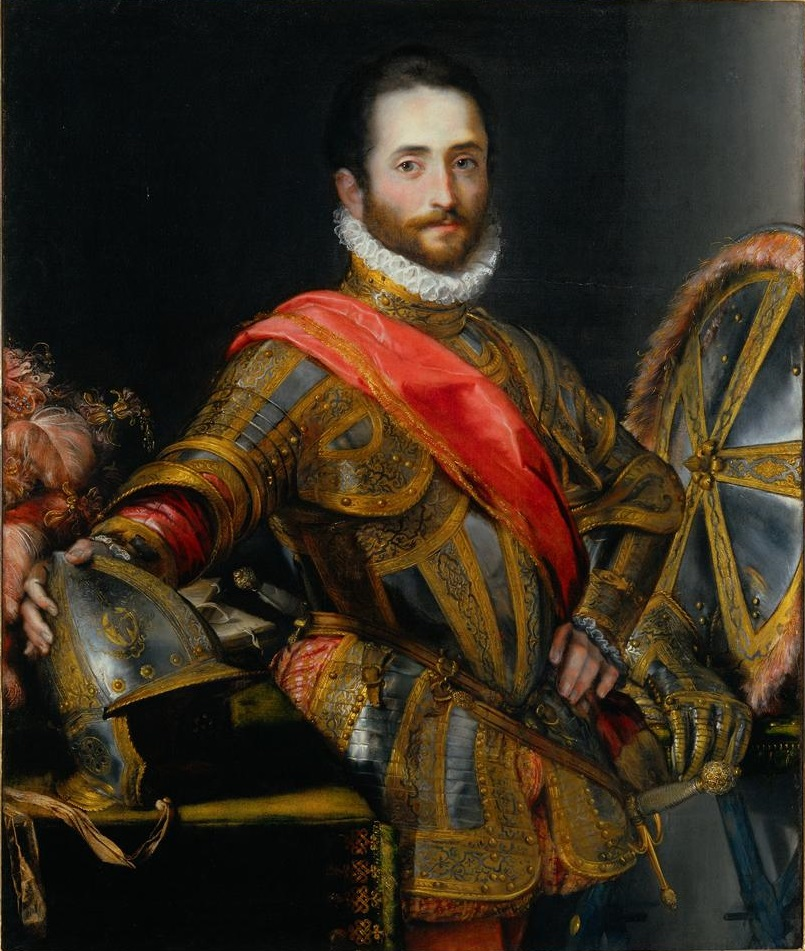
Франческо Мария II делла Ровере, герцога урбинского. 1572. Холст, масло. Уффици, Флоренция
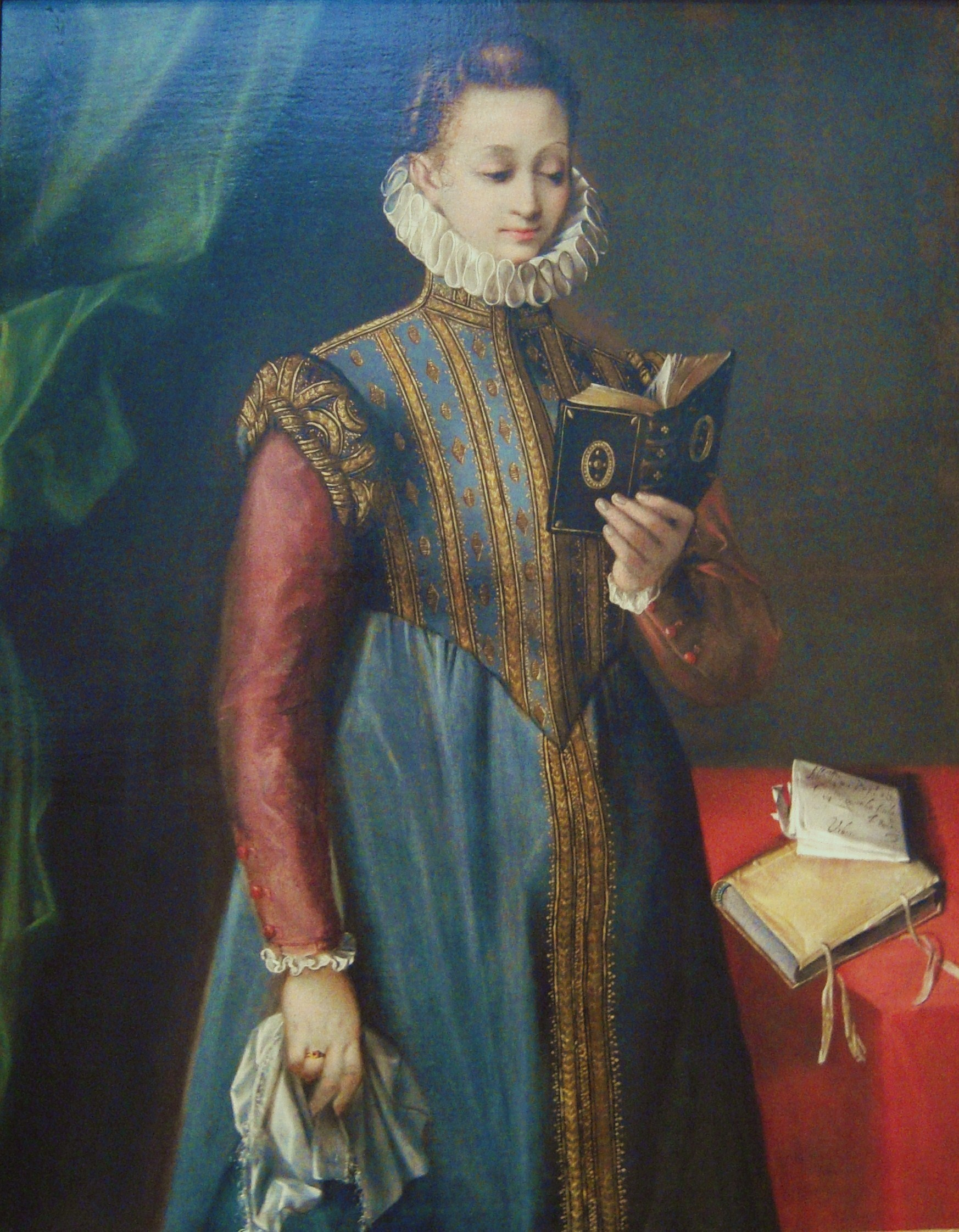
Портрет Квинтилии Фискиери. Ок. 1600 г. Холст, масло.	Национальная галерея искусства, Вашингтон
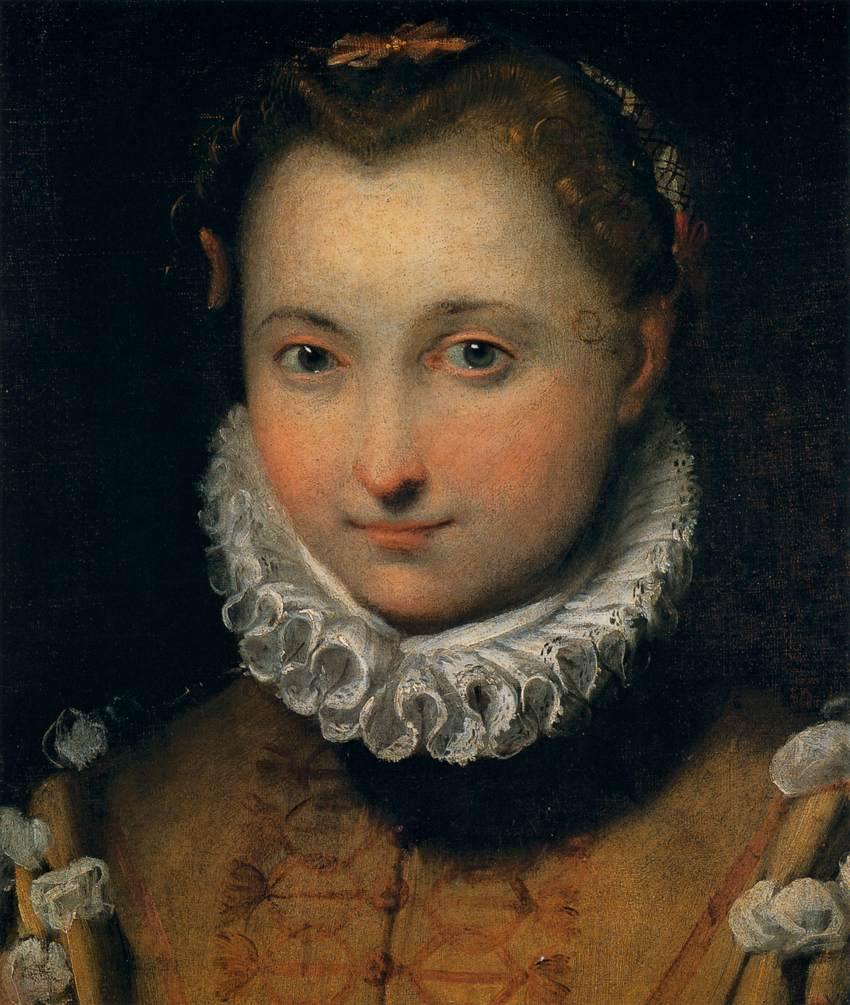
Портрет молодой женщины. Между 1570 и 1575 гг. Бумага, масло. Уффици, Флоренция